# كريستيان كيرلاخ
كريستيان كيرلاخ (بالألمانية: Christian Gerlach)‏ هو مؤرخ العصر الحديث ‏ ومؤرخ ألماني، ولد في 1963.